# St. Ignace
St. Ignace è un comune degli Stati Uniti d'America, situato nello Stato del Michigan, nella contea di Mackinac, della quale è il capoluogo. 
La località si trova sulla punta della penisola superiore che si affaccia sullo stretto di Mackinac.